# Aboso
Aboso est une ville située près de Tarkwa, dans la région Occidentale du Ghana. Elle est la capitale du district de Prestea-Huni Valley et comptait environ 9 945 habitants en 2013.

## Histoire
Aboso a été un centre important pour l'exploitation aurifère depuis la fin du XIXe siècle, en raison de sa situation dans les riches collines aurifères de Tarkwa. La ville est associée à Aboso Goldfield Ltd,,une filiale de Gold Fields, qui exploite la mine voisine de Damang.

## Économie
La ville abritait également l'Aboso Glass Factory, une importante usine de fabrication de bouteilles pour l'industrie des boissons. Fondée en 1966 sous l'impulsion de Kwame Nkrumah, l'usine a connu des difficultés financières et a cessé ses activités. En 2009, la GIHOC Distilleries Company Limited,,annoncé la reprise de l'usine dans le but de relancer la production.